# Ampandoantraka
Ampandoantraka è una città e comune del Madagascar situata nel distretto di Anosibe An'Ala, regione di Alaotra Mangoro. 
La popolazione del comune rilevata nel censimento 2001 era pari a 10 669 unità.